# Szamoai nyelv
A szamoai nyelv (gagana fa'a Sāmoa vagy gagana Sāmoa) a Csendes-óceánon egy független állam (Szamoa) és egy USA-terület (Amerikai Szamoa) egyik hivatalos nyelve. A másik hivatalos nyelv az angol.
A szamoai nyelv a polinéz nyelvek egyike, körülbelül 470 000 ember beszéli. Ebből 246 000 fő él magukon a szigeteken, a többiek elszórva szerte a világon, főként az USA területén (180 000), Új-Zélandon, (86 000)  Ausztráliában (38 000) és Hawaii szigetén (35 000).

## Szókincs
A szavak nagy része polinéz eredetű.
Ugyanakkor sok az európai eredetű kölcsönszó is:
/a-/ róka (görög alopex) = "alope", vasaló (angol iron) = "auli".
/e-/ húsvét (angol Easter) = "eseta", püspök (görög episkopos) = "epikopo".
/f-/ február (angol February) = "fepuali", reszelő (angol file) = "faila".
/i-/ január = "ianuali", június = "iuni", mérnök (angol engineer) = "inisinia".
/k-/ gáz = "kasa", gitár = "kitala", kávé (angol coffee) = "kofe", klub = "kalapu", kormányzó (angol governor) = "kovana".
/l-/ bíró (angol referee) = "lafali", oroszlán (angol lion) = "liona".
/m-/ március (angol March) = "mati".
/n-/ sorszám (angol number) = "numera".
/o-/ oázis = "oase", október = "oketopa".
/p-/ vaj (angol butter) = "pata".
/s-/ kalapács (angol hammer) = "samala", selyem (angol silk) = "silika", szeptember = "setema".
/t-/ december = "tesema", gyémánt (angol diamond) = "taimane", harisnya (angol stocking) = "totini".
/u-/ huzal (angol wire) = "uaea".
/v-/ ecet (angol vinegar) = "vineka".

## Külső hivatkozások
- Magyar-szamoai kisszótár[halott link]